# La famosa invasione degli orsi in Sicilia (film)
La famosa invasione degli orsi in Sicilia (La Fameuse Invasion des ours en Sicile) è un film d'animazione del 2019 diretto da Lorenzo Mattotti.
Pellicola di produzione franco-italiana basata sull'omonimo romanzo di Dino Buzzati. Dopo una lavorazione durata oltre sei anni, il film è stato presentato al Festival di Cannes 2019 nella sezione Un Certain Regard. La versione italiana è stata proiettata a Locarno in Piazza Grande il 4 agosto 2019 a margine del Film Festival.

## Trama
Il cantastorie Gedeone e la sua piccola assistente Almerina, diretti a Caltabellotta, trovano riparo da una nevicata nella caverna abitata da un vecchissimo orso, che inavvertitamente svegliano dal letargo. Per evitare di essere mangiati, i due lo intrattengono mettendo in scena la loro storia: La famosa invasione degli orsi in Sicilia.
Tonio, il figlio del re degli orsi Leonzio, viene rapito dagli esseri umani; suo padre guida quindi una spedizione attraverso tutta la Sicilia per ritrovarlo. Il malvagio Granduca di Sicilia, venuto a sapere dell'esercito di orsi che marcia verso il suo regno, trama per fermare l'invasione con l'aiuto del mago di corte De Ambrosiis, in possesso di una bacchetta magica in grado di compiere solo due incantesimi. Dapprima gli orsi vengono attaccati dall'esercito, che uccide il vecchio orso saggio Teofilo: si salvano attaccando a loro volta i soldati con delle gigantesche palle di neve.
Successivamente De Ambrosiis riesce a entrare in confidenza con Leonzio, ma subito dopo il Granduca manda contro gli orsi i cinghiali del Sire di Molfetta: il mago li salva al costo di uno degli ultimi due incantesimi. Venutolo a sapere, il Granduca minaccia di morte De Ambrosiis, che per obbedire ai suoi ordini conduce gli orsi in un castello infestato da fantasmi nella speranza di terrorizzarli; qui però Leonzio ritrova lo spirito di Teofilo che lo porta a fare amicizia con gli altri spettri. Infine vengono portati con l'inganno in casa di un orco che li divora prendendo le sembianze di un gatto mammone: l'orso Babbone, però, riesce a far esplodere una bomba nel ventre del mostro, uccidendolo.
Credendo di aver annientato gli orsi, il Granduca dà uno spettacolo al teatro di corte, dove Tonio si esibirà come equilibrista assieme a una ballerina che ha le sembianze e il nome di Almerina; gli orsi irrompono nel bel mezzo dello spettacolo, e Leonzio e Tonio si ricongiungono: il Granduca però spara un colpo di pistola a Tonio, venendo a sua volta ucciso subito dopo dall'orso Salnitro. De Ambrosiis rinuncia al secondo e ultimo incantesimo per salvare la vita di Tonio; Leonzio diventa così il re di Sicilia e crea un regno dove esseri umani e orsi convivono in pace. A questo punto termina la storia di Gedeone; tuttavia il vecchio orso rivela ai due cantastorie che nel regno degli orsi la storia ha un seguito, e glielo racconta.
Col passare degli anni, Leonzio si rende conto che gli orsi hanno assorbito abitudini e vizi degli esseri umani; in particolare Tonio, divenuto amico di Almerina e De Ambrosiis, ha quasi completamente perso gli istinti selvaggi. Grazie al suo aiuto, il mago riesce a ricaricare la bacchetta magica, ma essa gli viene quasi subito rubata. Leonzio crede che il responsabile del furto non possa essere un orso, poiché gli orsi sono votati all'onestà: minaccia allora i sudditi umani di punirli se la bacchetta non sarà ritrovata, cosa che causa le proteste di Tonio, De Ambrosiis e Almerina, i quali sono invece convinti che anche un orso potrebbe aver desiderato i poteri magici della bacchetta.
In effetti il colpevole è Salnitro, il quale desidera rovesciare Leonzio per ottenere il potere: per questo dapprima fa ricadere le accuse di un furto alla cassa reale su De Ambrosiis, che viene imprigionato; poi, quando Almerina e Tonio indagano per scagionarlo, li attira in una bisca da lui amministrata, poi fa intervenire Leonzio. Trovando suo figlio ubriaco e impegnato nel gioco d'azzardo, il re lo fa arrestare, deluso dal suo comportamento ormai contrario al codice morale degli orsi. De Ambrosiis e Tonio capiscono le intenzioni di Salnitro e, con l'aiuto di Almerina, evocano il Serpenton de' Mari, un mostro marino che distrugge la loro prigione e attacca il regno.
Leonzio è felice di poter dimostrare nuovamente il proprio valore combattendo contro il mostro, e si mette a capo di una spedizione per annientarlo, mentre Salnitro, rimasto sulla terraferma, pianifica per uccidere il re usando la magia. Tonio e Almerina si imbarcano per soccorrere Leonzio, mentre De Ambrosiis riesce a battere Salnitro e a impadronirsi della bacchetta magica: con questa aiuta Tonio a sconfiggere il mostro, ma Leonzio viene ferito a morte. Sul letto di morte, il re è felice perché ha visto suo figlio dimostrare la lealtà e la forza di un vero orso; tuttavia comprende anche che gli orsi non possono vivere lontani dalle montagne e dai boschi, così, come ultimo desiderio, chiede al suo popolo di fare ritorno al proprio habitat. Tonio, Almerina e De Ambrosiis si dicono dunque addio, dopodiché gli orsi ritornano alla vita selvaggia.
Gedeone è insoddisfatto dal finale della storia; il vecchio orso spiega che in realtà la storia ha un altro finale, che però rivela alla sola Almerina. I due cantastorie ripartono per la città, lasciando il vecchio orso al suo letargo: l'unica a sapere come finisce davvero la storia dell'invasione degli orsi in Sicilia sarà la bambina.

## Produzione
Il film è prodotto dalla francese Prima Linea Productions, in collaborazione con Pathé e France 3 Cinéma in Francia e Indigo Films e Rai Cinema in Italia, per un budget di quasi 12 milioni di euro. Ha inoltre ricevuto finanziamenti da Canal+, dal CNC e 375.000 euro dalla regione Ile-de-France. Il progetto ha vinto il premio speciale della Gan Foundation nel 2016.

### Stile
Ispirato alle illustrazioni di Buzzati, lo stile mantiene un carattere indipendente. Gli scenari richiamano paesaggi mediterranei ma senza eccedere nella verosimiglianza, per dare al film un'atmosfera da fiaba. Era infatti desiderio di Mattotti creare uno stile senza tempo, in modo che le generazioni future, vedendo il film, non siano in grado di dire quando è stato realizzato.

## Accoglienza

### Incassi
Al botteghino italiano, dov'è uscito a novembre 2019, La famosa invasione degli orsi in Sicilia ha incassato 410.000 euro. Il film è uscito anche in Francia (e in Spagna il 28 febbraio 2020) per un incasso globale complessivo di 1.850.000 euro, meno del dieci per cento delle spese. Una cifra troppo bassa per sostenere i costi di una pellicola che ha richiesto sei anni di lavorazione. A causa dell'insuccesso de La famosa invasione degli orsi in Sicilia, lo studio francese Prima Linea Productions ha chiuso.
A nove mesi dall'uscita italiana, la pellicola è stata inserita nel programma dell'edizione 2020 del Bari International Film Festival, e al termine della proiezione ha ricevuto un applauso di 10 minuti, evento che non accadeva dall'edizione del 2018, in occasione della proiezione di Nuovo Cinema Paradiso per il suo trentennale.

## Distribuzione
L’uscita nelle sale francesi è stata il 9 ottobre 2019, mentre nelle sale italiane è uscito il 7 novembre.

## Riconoscimenti
- 2020 - Premio César[11]
  - Candidatura per il miglior film d'animazione
- 2020 - David di Donatello
  - Candidatura per la miglior sceneggiatura non originale
- 2020 - Bif&st - Bari International Film Festival
  - Premio Maria Pia Fusco per l'eccellenza tecnica-artistica a Lorenzo Mattotti[8]